# Dontscho Kostow
Dontscho Stojanow Kostow (bulgarisch Дончо Костов; * 19. Juni 1897 in Lokorsko; † 9. August 1949 in Sofia) war ein bulgarischer Genetiker.
Er befasste sich in seiner wissenschaftlichen Arbeit insbesondere mit der Kreuzung verschiedener Kartoffelsorten, der Hybridisation von Pflanzen, der Heterosis und der Vererbung der Immunität bei Tabakpflanzen gegenüber dem Tabakmosaikvirus.